# Horasan (grad)
Horasan je turski grad i općina koji se nalaze u pokrajini Erzurum u istočnoj Anatoliji. Smješten je na istoku pokrajine Erzurum i graniči s općinama Narman, Pasinler, Köprüköy i Karayazı na zapadu, odnosno pokrajinama Kars i Ağrı na istoku. Godine 2008. grad je imao 17.838 stanovnika, a šire područje općine 44.588. Potres iz 1983. godine uzrokovao je velika oštećenja u gradu kao i široj okolici pokrajine.

## Vanjske poveznice
- (tur.) Službene stranice grada Horasana
- (tur.) Službene stranice općine Horasan